# Octavian Mahu
Octavian Mahu (n. 26 octombrie 1977, Fălești, Republica Moldova) este un politician din Republica Moldova, viceprimar al municipiului Bălți din 21 ianuarie 2011, care a exercitat și funcția de primar interimar după demisiile lui Vasile Panciuc în 2011 și 2015.
Octavian Mahu a terminat școala medie din localitatea natală. În 2000 absolvit Universitatea de Stat din Moldova, fiind înmatriculat în 1995, Facultatea de Drept, specializarea – drept penal. Își începe cariera în 1998 ca inspector fiscal-jurist la fiscul din Fălești, funcție deținută până în 1999. Din 1999 și până în 2000 a fost inspector superior la fiscul județului Bălți. Din 2000 până în 2002, a deținut funcția de șef al secției juridice și contestări din cadrul fiscului județean Bălți. În 2001 a devenit membru al Partidului Comuniștilor din Republica Moldova. Următorii doi ani, până în 2003 a fost inspector principal la Centrul Anticorupție din Bălți . În 2003 este numit șef al secției juridice a Primăriei Bălți. În 2006, a absolvit Academia de Administrare Publică de pe lângă Președintele Republicii Moldova (administrare de stat și municipală). În 2007 a obținut titlul de magistru în drept la Universitatea de Stat „Alecu Russo” din Bălți. Din 2006 până în decembrie 2009 este șef al Oficiului Teritorial al Aparatului Guvernului din Bălți . La începutul anului 2010 Octavian Mahu devine director la Întreprinderea Municipală „Gospodăria Specializată Auto” din Bălți .

La 21 ianurie 2011, la propunearea lui Vasile Pnaciuc, Octavian Mahu a fost ales de către Consiliul Municipal Bălți viceprimar al municipiului Bălți, destituind un alt viceprimar comunist, Igor Neaga . Ulterior, Vasile Panciuc a anunțat că va rămâne în fotoliul de deputat, funcția de primar fiind preluată de viceprimarul Octavian Mahu la 24 ianuarie 2011 .
La alegerile locale din 5 iunie 2011, funcția de primar al municipiului este iarăși câștigată de Vasile Panciuc. La 23 iunie 2011 Octavian Mahu este numit viceprimar, fiind responsabil de relațiile funciare, proprietate municipală, arhitectură și construcții, gospodăria comunală .
Spre deosebire de predecesori, Octavian Mahu cunoaște bine limba română . 

Octavian Mahu este căsătorit și are un fiu .
La alegerile locale din 14 iunie 2015 a candidat la funcția de primar al municipiului Bălți din partea Partidului Comuniștilor din Republica Moldova și a obținut 8,69% din voturi, clasându-se pe locul doi, după Renato Usatîi care a acumulat 72,46%.